# Зоря Валерія Валеріївна
Вале́рія Зоря́ (* 1987) — українська гандболістка. Майстер спорту України.

## З життєпису
Народилась 1987 року. Представляла команду КОР «КОСФК» (Бровари). Тренувала її Фролова Людмила Сергіївна.. Була гравчинею київського «Спартака». Два роки виступала в Польщі.
Виступала за ГК «Гомель» (2014) та національну збірну України. Учасниця Чемпіонату Європи з гандболу серед жінок-2014.
2023 року виступала як польовий гравець на чемпіонаті Європи з пляжного гандболу-2023.